# Eren Aydın
Eren Aydın (* 16. Januar 1982 in Beykoz, Istanbul) ist ein türkischer Fußballspieler.

## Karriere

### Verein
Seine Karriere begann er 2004 als 16-Jähriger beim türkischen Verein Malatyaspor. Nach Gastspielen bei Gençlerbirliği und Ankaraspor spielte er ab der Saison 2009/10 für zwei Spielzeiten für den türkischen Erstligisten Manisaspor. In dieser Zeit entwickelte er sich durch konstante Leistungen zu einem geschätzten Spieler und wurde in den Kreis der türkischen Nationalmannschaft berufen.
Zum Ende der Saison 2010/11 verlängerte er seinen auslaufenden Vertrag mit Manisaspor nicht und wechselte innerhalb der Liga zu Istanbul Büyükşehir Belediyespor. Nach einer Saison verließ er diesen Verein und wechselte zum Drittligisten Eyüpspor, wo er nach einer halben Saison zum Erstligisten Sanica Boru Elazığspor wechselte. Im Sommer 2013 wechselte er dann innerhalb der Liga zu Sivasspor. Bereits nach einer Saison kehrte er zu Elazığspor zurück und verließ diesen bereits zum Saisonende ein weiteres Mal. Für die Spielzeit heuerte er stattdessen beim Ligarivalen Boluspor an. Im Dezember 2015 verließ er Boluspor.

### Nationalmannschaft
Im Rahmen eines Freundschaftsspiels gegen die Niederlande wurde er 2010 in den Spielerkader der türkischen A-Nationalmannschaft berufen. Er saß in der am 17. November 2010 stattfindenden Begegnung auf der Ersatzbank, kam aber während des Spiels nicht zum Einsatz.